# Heinrich Schmitt (Architekt)

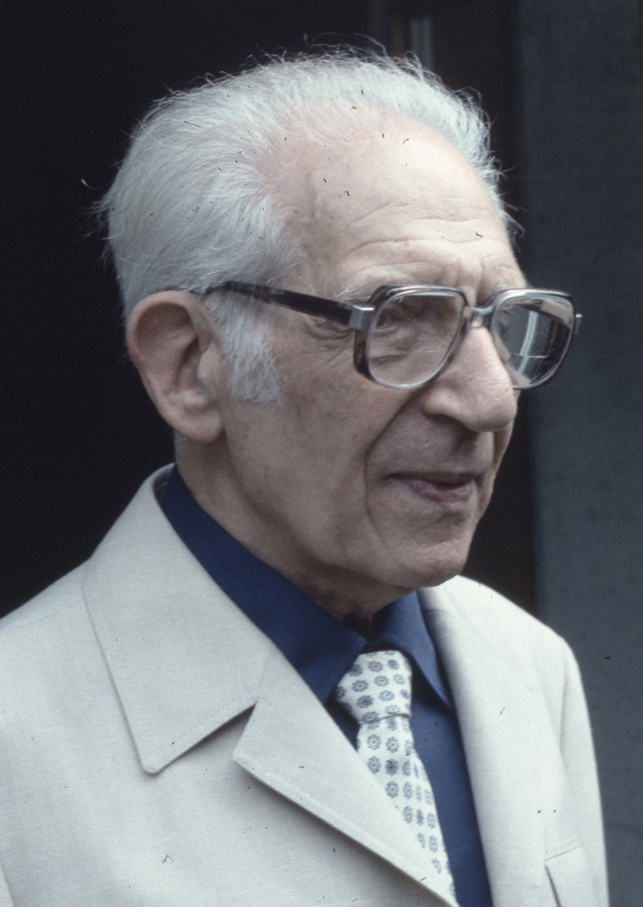
Heinrich Schmitt (1979)

Heinrich Schmitt (* 15. Juli 1899 in Ludwigshafen am Rhein; † 8. Februar 1985 ebenda) war ein deutscher Architekt und Hochschullehrer.

## Leben
Heinrich Schmitt studierte an der Technischen Hochschule München unter anderem bei Theodor Fischer, German Bestelmeyer und Richard Schachner. Seine Ausbildung schloss er 1922 mit dem 2. Staatsexamen zum Regierungsbaumeister (Assessor in der öffentlichen Bauverwaltung) ab. Zunächst war er als angestellter Architekt und Bauleiter im sozialen Wohnungsbau tätig. 
1932 gründete er mit Philip Blaumer eine Bürogemeinschaft mit Sitz in Ludwigshafen am Rhein. Zunächst im Bau von Einfamilienhäusern tätig, führte die erfolgreiche Teilnahme an Architektenwettbewerben zu ersten Industriebauaufträgen vor allem für die BASF in Ludwigshafen am Rhein. Nach dem Zweiten Weltkrieg führte Heinrich Schmitt das Architekturbüro alleine weiter. Ab 1957 bestand eine Partnerschaft mit seinem späteren Schwiegersohn Gerd Volker Heene, der das Büro nach Schmitts Rückzug ab 1971 alleine weiter führte. Heute wird das Architekturbüro in dritter Generation von Andreas Heene, Sebastian Heene und Christoph Pröbst weiter betrieben.
Ab 1943 war Heinrich Schmitt als Lehrbeauftragter an der Technischen Hochschule Karlsruhe für „Hochbaukonstruktion“, ab 1945 für die „Werklehre“ tätig. Im Jahre 1951 erhielt er eine Honorarprofessur an dieser Hochschule und unterrichtete in den Fächern „Landwirtschaftliches Bauen und Entwurf einschließlich Kostenberechnung und Vergabewesen“. 
Die Verbundenheit zum Handwerk und zu den handwerklichen Traditionen legten den Grundstein für das von ihm verfasste und in mehrere Sprachen übersetzte Werk „Hochbaukonstruktion“, das in erster Auflage 1955 erschien. Mittlerweile ist dieses insbesondere in der Architektenausbildung bewährte Standardwerk in der 15. Auflage. Als Mitautor fungiert seit vielen Jahren Andreas Heene, ebenfalls Architekt und einer der Enkel von Heinrich Schmitt.
1978 verlieh die Universität Kaiserslautern Heinrich Schmitt die Ehrendoktorwürde (Dr.-Ing. E. h.). Heinrich Schmitt war verheiratet und hatte zwei Töchter. Er starb im Alter von 86 Jahren in Ludwigshafen am Rhein.

## Werk (Auswahl)
Heinrich Schmitts Bauten sind im wahren Sinn des Wortes an einer funktionalen und von Formalismen freien Entwurfsauffassung orientiert. In der Zeit zwischen 1935 und 1971 sind unter seiner Leitung eine Vielzahl von Werkstätten, Laborgebäude, Schalthäuser und Technikanlagen für die verschiedensten Industrie- und Pharmafabriken in und um Ludwigshafen am Rhein entstanden, z. B.: Produktions- und Lagerbauten für Benckiser GmbH, Ludwigshafen; Gesamtwerkanlage der Pfälzischen Spritfabrik, Ludwigshafen; Rheinische Olefinwerke, Wesseling; Produktionsstätte der Türmerleim-Werke, Ludwigshafen; usw. Zu seinen spektakulärsten Bauten zählen die vier imposanten Hochhäuser der Froschlache in Ludwigshafen-Friesenheim, die 1966 fertiggestellt mit 21 Stockwerken damals die höchsten Wohnhäuser der Stadt waren. Auch das heute denkmalgeschützte Hallenbad Nord (1956) wurde nach seinen Plänen errichtet.

## Schriften
- Hochbaukonstruktion. Die Bauteile und das Baugefüge. Grundlagen des heutigen Bauens. 1. Auflage, Düsseldorf / Stuttgart 1955.

fortgeführt:
Heinrich Schmitt, Andreas Heene (Bearb.): Hochbaukonstruktion. Die Bauteile und das Baugefüge. Grundlagen des heutigen Bauens. 15., vollständig überarbeitete Auflage, Braunschweig / Wiesbaden 2001, ISBN 3-528-08854-0.
Daneben war Schmitt auch Verfasser zahlreicher Beiträge und Rezensionen für Fachzeitschriften.